# Hermann Strassburger
Johann Hermann Strassburger (* 30. April 1820 in Mülheim an der Ruhr; † 8. November 1886 ebenda) war ein deutscher Unternehmer in der Hochzeit der Industrialisierung. 1861 gründete er, zusammen mit seinem Bruder Johann, eine Eisengießerei in Gelsenkirchen. Dieses Unternehmen gilt als früher Vorläufer der Gelsenkirchener Gussstahl- und Eisenwerke AG, auch bekannt unter Gelsenguss.

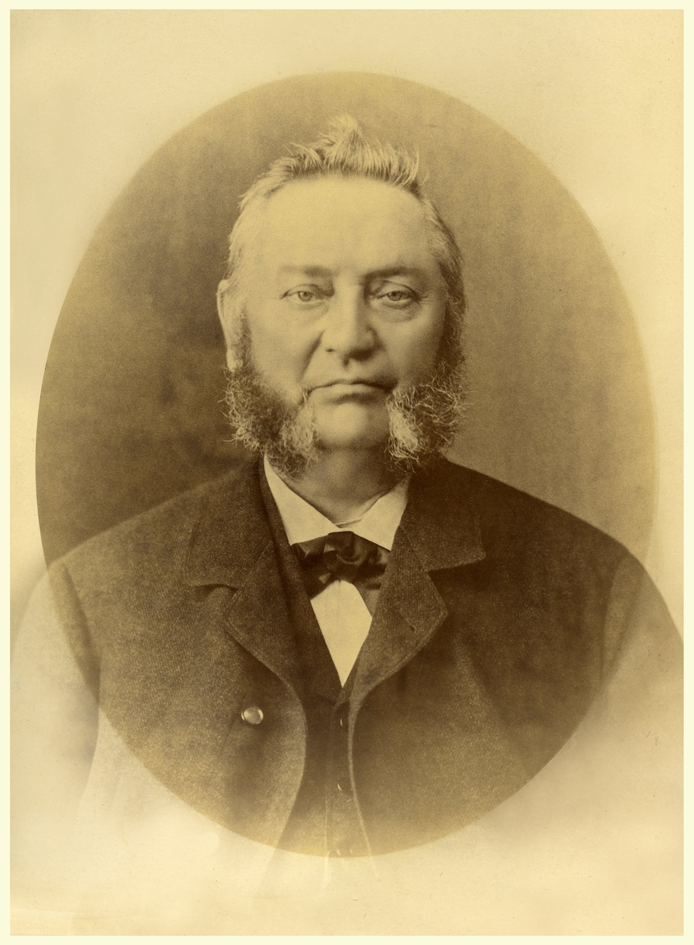
Hermann Strassburger 1820–1886. Aufnahme Fotoatelier Weimer, Limburg a.d.Lahn, 1880

## Leben und Wirken
Hermann Strassburger war das erste von fünf Kindern einer Tagelöhnerfamilie aus Mülheim an der Ruhr. Mit dreizehn Jahren musste er bereits erleben, wie sein neununddreißigjähriger Vater Matthias 1833 an der in diesen Jahren eingeschleppten und grassierenden Cholera verstarb.  Über die nachfolgenden Jugendjahre und die ersten beruflichen Anfänge Hermann Strassburgers ist nichts belegt, aber für 1848 wird er in seiner Heiratsurkunde als Sandformer genannt. Das lässt darauf schließen, dass er bereits vor diesem Datum als Former bzw. Eisengießer tätig war.
Das Leben Hermann Strassburgers war geprägt von der rasch voranschreitenden Industrialisierung, insbesondere von den schnellen Entwicklungen in der Eisengusstechnik. So zog es ihn 1851 von Mülheim an der Ruhr nach Berlin in die Chausseestraße, ins führende Zentrum der Eisengießerei Preußens, wo er mit seiner Familie bis 1855 blieb. In dieser Zeit wurden auch zwei seiner Söhne geboren. Man kann als gesichert annehmen, dass Strassburger als Formermeister bei dem Pionier des modernen Maschinenbaus Franz Anton Egells arbeitete, der im Auftrag des preußischen Ministeriums Maschinenbauwissen aus England kopierte und so zur beschleunigten Entwicklung des deutschen Maschinenbaus maßgeblich beitrug. Mit Dampfmaschinen für Schiffe und Bergbau erwarb sich Egells‘ Unternehmen Weltruhm.   In unmittelbarer Nachbarschaft zu dessen Betriebsgebäude, entwickelte
sich August Borsig, der sich von 1827 bis 1837 bei Egells einen guten Ruf als Techniker erarbeitet hatte, mit seinem eigenen Unternehmen zum größten Konkurrenten und zur Vorzeigeschmiede Preußens.
1856 verließ Strassburger das von den Berlinern genannte Feuerland und wechselte mit seiner Familie nach Dessau. Hier hatte die Maschinenbauanstalt Jahn & Ahrendt in Erweiterung ihres Betriebes zur Herstellung von Spinnereimaschinen 1853 eine Eisengießerei errichtet. Strassburger und ein Kompagnon namens Gustine, über den nichts bekannt ist, führten diese Gießerei als Pächter. Die Zusammenarbeit scheint aber nicht funktioniert zu haben, so dass der Gießereibetrieb schon nach 1856 wieder in Regie von Jahn & Ahrendt geleitet wurde.  Aus diesem Unternehmen entstand 1872 die "Berlin-Anhaltische Maschinenbau Aktiengesellschaft", kurz BAMAG.
1861 baute Strassburger in Gelsenkirchen mit seinem Bruder Johann ein eigenes Unternehmen auf. Die beiden Brüder kauften ein an der heutigen Rheinelbestraße 12–16 gelegenes Gelände mitsamt einer darauf befindlichen Nagelschmiede, die sie mit einer Schmiede und Schlosserei verbanden und gründeten schließlich die „Eisengießerei Gebrüder Strassburger“.  1866 trat Wilhelm Munscheid als Kaufmann und Geldgeber in das Unternehmen ein, das nun als „Gebr. Strassburger & Co.“ firmierte. Gesellschafter waren Munscheid und die beiden Brüder Strassburger. (Johann Strassburger schied 1872 aus.)
Das Unternehmen wuchs und erzeugte 1873 mit 46 Arbeitern fast 1.000 t Eisenguss im Jahr.  Da vermutlich eine räumliche Ausweitung des Betriebes nicht mehr möglich war, gründeten Wilhelm Munscheid und Hermann Strassburger 1874 unweit der alten Stelle zusätzlich das "Gussstahlwerk Munscheid & Co". Dort ließen sie die beiden ersten Temperöfen einsetzen, mit denen man spröden Guss in ein leicht zu verarbeitendes Eisen verwandeln konnte, aus dem dann Stahlräder und Radsätze hergestellt wurden.
1881 starb Gertrud, die Frau Hermann Strassburgers. Weitere vier Jahre noch arbeitete Strassburger nach dem Tod seiner Frau mit Wilhelm Munscheid zusammen, mit dem ihn 24 Jahre seines Arbeitslebens verbanden. 1885 schied Hermann Strassburger mit 65 Jahren aus dem gemeinsamen Unternehmen aus und starb nur ein Jahr später am 8. November 1886.
Wilhelm Munscheid blieb alleiniger Inhaber und benannte das Unternehmen um in „Wilhelm Munscheid Eisengießerei und Maschinenfabrik“.
1889 schließlich erfolgte die Gründung der „Gelsenkirchener Gussstahl- und Eisenwerke AG, vormals Munscheid & Co.“, der Gelsenguss.
Um die Wende zum zwanzigsten Jahrhundert zählten die Gelsenkirchener Gussstahl- und Eisenwerke als größte Temperstahlgießerei der ganzen Welt.
Auf dem Gelände des Unternehmens, auf dem auch Hermann Strassburger glühendes Eisen in Formen goss, steht heute der Wissenschaftspark Gelsenkirchen.  Die Adresse des Parks, die Munscheidstraße, erinnert an den langjährigen Partner Hermann Strassburgers.

## Ehe und Nachkommen
Hermann Strassburger heiratete am 30. Dezember 1848 Maria Elisabeth Gertrud, geb. Pothmann (19. Juli 1819 – 13. November 1881). Ihr Vater war Schmied, ihre Mutter Tochter eines Schiffbauers.
Sie gebar Hermann Strassburger acht Kinder in sechs verschiedenen Städten:
| Hermann Matthias               | (* 22. November 1849 in Mülheim a.d. Ruhr) |
| Wilhelm                        | (* 22. November 1851 in Berlin)            |
| Heinrich Eberhard              | (* 15. November 1853 in Berlin)            |
| Anna Maria Elisabeth           | (* 28. April 1856 in Dessau)               |
| Caroline Henriette Gertrud     | (* 7. Mai 1858 in Dortmund)                |
| Ernst Hermann Heinrich Wilhelm | (* 15. August 1860)                        |
| Heinrich Arnold                | (* 11. Januar 1863 in Essen)               |
| Johann Friedrich Carl          | (* 17. Oktober 1865 in Gelsenkirchen)      |

Das vierte Kind Anna, geb. in Dessau, heiratete am 1. März 1878 in Gelsenkirchen Johann Wilhelm Bauer, den Gründer einer Dampfseifenfabrik aus Diez an der Lahn.
Heinrich Arnold, siebtes Kind, geb. in Essen, hatte am 8. Februar 1863 als Taufpaten Hermann Heinrich von Eicken, auch bekannt als der rote Eicken, der als Stadtverordnetenvorsteher Mülheims a.d. Ruhr durch seinen Einfluss Blutvergießen bei den Mülheimer Unruhen des Revolutionsjahres 1848 verhinderte.  Die Spur Heinrich Arnolds verliert sich in Nordamerika. Er emigrierte 1891 nach Chicago, Illinois, USA.
Über das Schicksal der anderen Kinder Hermann Strassburgers ist nichts bekannt.